# Joaquín Arias (insurgente)
Joaquín Arias fue un insurgente mexicano. En 1810 era capitán del Regimiento de Celaya, contando con una fuerte amistad con Ignacio Allende. En 1808 intentó liberar a José de Iturrigaray cuando éste era llevado a Veracruz. Temeroso de levantarse en armas, como se había comprometido a hacerlo el 10 de octubre de 1810, pues la conspiración ya estaba descubierta, se denunció a sí mismo ante el alcalde Juan Ochoa, y el sargento mayor del regimiento José Alonso. Ochoa, que desconfiaba de Miguel Domínguez puso al tanto al virrey Francisco Xavier Venegas. Arias entregó las cartas que había recibido de Ignacio Allende y Miguel Hidalgo, quedando así en libertad, para luego denunciar a Domínguez y demás conspiradores. Ya en libertad, huyó para reunirse en Celaya con los insurgentes, donde recibió el grado de teniente general. Participó en la batalla de Aculco y en la batalla del Monte de las Cruces, para luego seguir a Allende en su camino a Guanajuato, donde participó en la defensa de la plaza. 
Posteriormente se dirigió a Guadalajara, y durante la Junta de Guerra que se dio allí, opinó por que no se librase la batalla de Puente de Calderón. En la Hacienda de Pabellón se mostró a favor de la dimisión de mando de Hidalgo, al que vigiló junto con Mariano Abasolo y Rafael Iriarte. Se negó a recibir el mando de las tropas, que quedaron en favor de Ignacio López Rayón. Siguió a Allende en su intento por salir del país, pero fueron sorprendidos en Acatita de Baján, y en un intento por defender a Allende y a su hijo Indalecio, Arias quedó muy malherido por los soldados de Ignacio Elizondo. Fue trasladado por fray Gregorio de la Concepción y Miguel Hidalgo a un jacal, donde murió el 21 de marzo de 1811.